# 김규창
김규창(金奎昌, ? ~ ?)은 대한제국 말기에 일진회 회원으로 활동했던 인물이다.

## 생애
1904년 송병준과 이용구가 결성한 친일단체 일진회의 평의원이 되었다. 이 무렵 일본은 일진회 출신들을 관료로 중용했는데, 김규창도 1905년 경기도 파주군 군수에 임명되었고, 1907년에는 전라남도 관찰사가 되었다.
전남 관찰사로 근무하면서 의병 운동을 탄압하고, 일진회의 총대위원, 총무원 등으로 한일 병합 조약 체결을 위한 합방청원운동에 참가하는 등 친일 행적이 이어졌다. 한일 병합 직전에는 합방이 성사되면 내각을 일진회 회원들이 맡게 될 것이라 발언한 것이 《황성신문》에 보도되기도 했다.
이용구가 천도교 내부의 민족주의 세력과 갈등을 일으켜 출교당한 끝에 창설한 시천교에서 1911년 봉교(奉敎)를 맡았다.

## 사후
- 2008년 발표된 민족문제연구소의 친일인명사전 수록예정자 명단 친일단체 부문과 2006년 친일반민족행위진상규명위원회가 조사 발표한 친일반민족행위 106인 명단에 포함되었다.

## 같이 보기
- 일진회
- 시천교

## 참고자료
- 친일반민족행위진상규명위원회 (2006년 12월). 〈김규창〉 (PDF). 《2006년도 조사보고서 II - 친일반민족행위결정이유서》. 서울. 622~628쪽쪽. 발간등록번호 11-1560010-0000002-10. 2007년 10월 8일에 원본 문서 (PDF)에서 보존된 문서. 2007년 8월 16일에 확인함.